# Каталан, Эльмо
Эльмо Каталан Авилес (исп. Elmo Catalán Avilés, 1932, Арика, Чили — 16 июня 1970, Кочабамба, Боливия) — чилийский журналист и революционер-интернационалист.

## Биография
В 1957 году окончил университет по специальности журналистика и начал работать редактором в изданиях Коммунистической партии Чили «El Siglo», а затем — Социалистической «Noticias de Última Hora». В 1961—1964 гг. работает в Prensa Latina. В 1964 же году становится руководителем пресс-группы Фронта народного действия, выставившего кандидатуру Сальвадора Альенде на президентских выборах. В апреле того же года ему удается выяснить связи чилийских военных с фашистами. В 1966 году участвует в создании подпольной сети поддержки боливийских революционеров. В 1968 году отправляется в Боливию, где присоединяется к Армии национального освобождения. 
Убит вместе со своей беременной женой Женни Кёллер (исп. Jenny Koeller) 16 июня 1970 года, по одной версии — предателем в рядах АНО, по другой — они были захвачены в плен с помощью ЦРУ и убиты после пыток. При этом бывший студенческий руководитель боливийка Женни Кёллер убита ударом в основание черепа, а Эльмо Каталан — отравлен. Их убийство подстегнуло дальнейший ход событий «Университетской революции» в Боливии.

## Книги
- Elmo Catalán. La propaganda, instrumento de presión política. Chile. 1970